# 福井理沙
福井 理沙（ふくい りさ、1983年5月23日 - ）は、日本の女優、スタントマン。大阪府出身。ジャパンアクションエンタープライズに所属していた。ジャパンアクションエンタープライズ第38期生。

## 出演

### テレビドラマ
- 隠密八百八町（NHK）
- 篤姫（2008年1月6日 - 12月14日、NHK）
- ゴーストフレンズ（2009年4月2日 - 6月11日、NHK）チアガール 役
- 女子刑務所東三号棟（2010年6月21日、TBS）刑務官部下B 役

### 特撮
- 仮面ライダーシリーズ（テレビ朝日）
  - 仮面ライダーキバ（2008年 - 2009年）
  - 仮面ライダーディケイド（2009年）
  - 仮面ライダーW（2009年 - 2010年）
  - 仮面ライダーエグゼイド（2016年 - 2017年）
- スーパー戦隊シリーズ（テレビ朝日）
  - 炎神戦隊ゴーオンジャー（2008年 - 2009年）
  - 侍戦隊シンケンジャー（2009年 - 2010年）
  - 天装戦隊ゴセイジャー（2010年 - 2011年）
  - 海賊戦隊ゴーカイジャー（2011年 - 2012年）
  - 宇宙戦隊キュウレンジャー（2017年 - 2018年）

### 映画
- 仮面ライダーシリーズ（東映）
  - 劇場版 超・仮面ライダー電王&ディケイド NEOジェネレーションズ 鬼ヶ島の戦艦（2009年）
  - 劇場版 仮面ライダーディケイド オールライダー対大ショッカー（2009年）
  - 仮面ライダー×仮面ライダー W&ディケイド MOVIE大戦2010（2009年）
  - 劇場版 仮面ライダーエグゼイド トゥルー・エンディング（2017年）
- スーパー戦隊シリーズ（東映）
  - 侍戦隊シンケンジャー 銀幕版 天下分け目の戦（2009年）
  - 侍戦隊シンケンジャーVSゴーオンジャー 銀幕BANG!!（2010年）
  - 天装戦隊ゴセイジャー エピックON THEムービー（2010年）
  - ゴーカイジャー ゴセイジャー スーパー戦隊199ヒーロー大決戦（2011年）
  - 宇宙戦隊キュウレンジャー THE MOVIE ゲース・インダベーの逆襲（2017年）
- ハイキック・ガール!（2009年）
- TAJOMARU（2009年）
- 劇場版TRICK 霊能力者バトルロイヤル（2010年）
- シン・ゴジラ（2016年）[1]
- 仮面ライダー×スーパー戦隊 超スーパーヒーロー大戦（2017年）

### Vシネマ
- スーパー戦隊シリーズ
  - 帰ってきた天装戦隊ゴセイジャー last epic（2011年、東映）

### 戦隊シリーズショー
- 炎神戦隊ゴーオンジャー
  - 「最強パワー炸裂！LETS GO-ON！！」
  - 「熱き友情！正義のドリフトパワー発動！！」
  - 「グランプリファイナル！素顔の戦士ラストラン！！」
  - 「さよならスカイシアター！熱き思いよ甦れ！！」
- 侍戦隊シンケンジャー
  - 「モヂカラ集結!！最終決戦之幕」